# Прули ди Сопра (Фиренца)
Прули ди Сопра је насеље у Италији у округу Фиренца, региону Тоскана.
Према процени из 2011. у насељу је живело 72 становника. Насеље се налази на надморској висини од 124 м.